# Rally Princesa de Asturias de 2016
El Rally Princesa de Asturias de 2016 fue la edición 53.ª, la séptima ronda del temporada 2016 del Campeonato de España de Rally, la tercera del Iberian Rally Trophy y la quinta del European R3T. Se celebró del 8 al 10 de septiembre y contó con un itinerario de doce tramos sobre asfalto que sumaban un total de 194,36 km cronometrados.

## Itinerario
| Día   | Tramo                                 | Nombre                          | Distancia | Hora            | Ganador                  | Tiempo  | Líder          |
| Día 1 |                                       |                                 |           |                 |                          |         |                |
| ----- | ------------------------------------- | ------------------------------- | --------- | --------------- | ------------------------ | ------- | -------------- |
| Día 1 | TC1                                   | Llanera / Autocenter Principado | 13.16 km  | 14:13           | Sergio Vallejo           | 8:20.5  | Sergio Vallejo |
| Día 1 | TC2                                   | Oviedo / Leomotor               | 11.83 km  | 15:09           | Pedro Burgo              | 6:56.7  | Sergio Vallejo |
| Día 1 | TC3                                   | Riosa / Caja Rural              | 19.37 km  | 15:49           | Sergio Vallejo           | 13:56.6 | Sergio Vallejo |
| Día 1 | TC4                                   | Llanera / Autocenter Principado | 13.16 km  | 18:29           | Cristian García Martínez | 8:15.2  | Sergio Vallejo |
| Día 1 | TC5                                   | Oviedo / Leomotor               | 11.83 km  | 19:25           | Iván Ares                | 6:46.3  | Iván Ares      |
| Día 1 | TC6                                   | Riosa / Caja Rural              | 19.37 km  | 20:05           | Iván Ares                | 13:42.2 | Iván Ares      |
| Día 2 |                                       |                                 |           |                 |                          |         | Iván Ares      |
| TC7   | Siero / Grúas Roxu                    | 13.21 km                        | 09:24     | Iván Ares       | 7:41.7                   |         | Iván Ares      |
| TC8   | Villaviciosa / Viajes El Corte Inglés | 14.73 km                        | 10:15     | Alberto Monarri | 9:39.4                   |         | Iván Ares      |
| TC9   | Colunga - Piloña / Alchersan          | 24.88 km                        | 10:56     | Sergio Vallejo  | 16:33.6                  |         | Iván Ares      |
| TC10  | Siero / Grúas Roxu                    | 13.21 km                        | 14:54     | Iván Ares       | 7:37.9                   |         | Iván Ares      |
| TC11  | Villaviciosa / Viajes El Corte Inglés | 14.73 km                        | 15:45     | Alberto Monarri | 9:37.8                   |         | Iván Ares      |
| TC12  | Colunga - Piloña / Alchersan          | 24.88 km                        | 16:26     | Alberto Monarri | 16:29.2                  |         | Iván Ares      |

## Clasificación final
| Pos. | Piloto                   | Copiloto               | Automóvil                  | Tiempo    | Diferencia |
| ---- | ------------------------ | ---------------------- | -------------------------- | --------- | ---------- |
| 1.   | Iván Ares                | José Antonio Pintor    | Škoda Fabia R5             | 2:06:21.7 | 0.0        |
| 2.   | Alberto Monarri          | Rodrigo Sanjuan        | Mitsubishi Lancer Evo X    | 2:06:59.7 | +38.0      |
| 3.   | Luis Monzón              | José Carlos Déniz      | Ford Fiesta R5             | 2:07:40.4 | +1:18.7    |
| 4.   | Cristian García Martínez | Rebeca Liso            | Mitsubishi Lancer Evo X    | 2:08:49.6 | +2:27.9    |
| 5.   | Óscar Palacio            | Rúa René               | Mitsubishi Lancer Evo X R4 | 2:09:12.6 | +2:50.9    |
| 6.   | José Manuel Mora         | Adrián Pérez Fernández | Ford Fiesta R5             | 2:09:44.2 | +3:22.5    |
| 7.   | Daniel Marbán            | Víctor M. Ferrero      | Lotus Exige Cup 260        | 2:11:55.2 | +5:33.5    |
| 8.   | Surhayen Pernía          | Carlos Del Barrio      | Renault Clio RS R3T        | 2:12:40.9 | +6:19.2    |
| 9.   | Fran Cima                | Diego Sanjuan          | Renault Clio RS R3T        | 2:12:56.4 | +6:34.7    |
| 10.  | Gorka Antxustegui        | Alberto Iglesias       | Suzuki Swift R+            | 2:13:06.4 | +6:44.7    |